# Tamra Rosanes
Tamra Hope Rosanes, nata Miller (Croton-on-Hudson, 24 ottobre 1951), è una cantante statunitense naturalizzata danese.

## Biografia
Nata nello stato di New York, Tamra Rosanes si è trasferita in Danimarca nel 1972 in occasione del suo matrimonio con il danese Mikael Rosanes. Qui l'anno successivo ha iniziato a cantare a festival di musica country, e nel 1974 ha partecipato all'incisione dell'album Just Another Revolution dei fratelli Olsen. Tra gli anni '70 e gli anni '80 ha fatto parte di vari gruppi, fra cui i Flair e i Pack.
Nel 1987 ha pubblicato il suo album di debutto 22, il suo primo e ultimo disco di musica pop; dall'anno successivo si è dedicata esclusivamente al country. Nel 1994 ha vinto il suo primo Danish Music Award per l'album Footloose, e nel 2001 ha fondato insieme alle icone della musica danese Sanne Salomonsen e Lis Sørensen il gruppo country Cowgirls.
Nel 2005 ha preso parte al Dansk Melodi Grand Prix, il programma di selezione del rappresentante danese per l'Eurovision Song Contest, cantando Peace, Understanding and Love e piazzandosi al 5º posto.
Dall'introduzione della classifica ufficiale danese nel 2001, Tamra Rosanes ha piazzato sei album nella top 40 nazionale. Quello di maggior successo è Country Party, che nel 2002 ha raggiunto la 7ª posizione.
Nel 2018, dopo quarantacinque di residenza a Gentofte, ha ottenuto la cittadinanza danese, pur conservando la cittadinanza statunitense.

## Discografia

### Album
- 1987 – 22
- 1991 – Gentle Fire
- 1992 – Good Times
- 1993 – Footloose
- 1995 – Country Roots
- 1999 – Pleasure & Pain
- 2000 – Like I Like It
- 2002 – Country Party
- 2003 – Cowgirl in Love
- 2004 – Over the Ocean - American Folk Songs
- 2006 – Linedanceparty
- 2017 – Wine Me Up! (con The Rowdy Cowboys)
- 2019 – Divided Heart

### Album live
- 1996 – With Strings

### Raccolte
- 2012 – The Very Best of Tamra Rosanes: 40th Anniversary Album

### Singoli
- 1985 – Mean Streak
- 1985 – Boys/What Love Can Do
- 1990 – Jambalaya (con Peter Abrahamsen & Roxy Trioen)
- 1991 – No Memories Hanging Round
- 1991 – Night Mission
- 1991 – Would You Lay with Me
- 1992 – Rub It In
- 1992 – Let the Good Times Roll
- 1993 – My Toot Toot
- 1993 – That's the Way the World Goes 'Round
- 1995 – I Just Want to Dance with You (con John Prine)
- 1995 – What's a Nice Boy Like You
- 1996 – Never Wanna Kiss You Goodbye
- 1999 – Danish Style
- 1999 – Let It Be Me
- 2002 – Country Party
- 2004 – Feeling Like Sunshine (con Peter Belli e gli Zididada)
- 2005 – Peace, Understanding and Love
- 2006 – Lasso You
- 2007 – Hul i ho'det/Vaya con Dios (con Peter Abrahamsen & Bell Pepper Boys)
- 2018 – Nightmare in the American Dream
- 2019 – Divided Heart
- 2019 – Det var en lørdag aften (con Niels Hausgaard)